# Scaptomyza hamata
Scaptomyza hamata är en tvåvingeart som beskrevs av Hardy 1965. Scaptomyza hamata ingår i släktet Scaptomyza och familjen daggflugor. Inga underarter finns listade i Catalogue of Life.